# Бібрка Каньчузька
Бі́брка Каньч́зька (пол. Bóbrka Kańczucka) — село на Закерзонні в Польщі, у гміні Каньчуга Переворського повіту Підкарпатського воєводства.
Населення — 196 осіб (2011).

## Історія
В 1831 р. в селі було 63 греко-католики, які належали до парафії Кречовичі Каньчуцького деканату Перемишльської єпархії.
Відповідно до «Географічного словника Королівства Польського» в 1883 р. Бібрка Каньчузька знаходилась у Ланцутському повіті Королівства Галичини і Володимирії, проживали 161 римо-католик, 80 греко-католиків і кілька євреїв. На той час унаслідок півтисячоліття латинізації та полонізації українці лівобережного Надсяння опинилися в меншості.
У 1937 р. в селі проживав 121 українець-грекокатолик парафії Кречовичі Лежайського деканату Перемишльської єпархії. Село входило до ґміни Каньчуга Переворського повіту Львівського воєводства.
1945 року з села до СРСР вивезли 89 українців (21 сім'я). Переселенці прибули до Дрогобицької, Станіславської та Тернопільської областей. Решту українців у 1947 р. під час операції «Вісла» депортовано на понімецькі землі.
У 1949 р. Бібрка Каньчузька отримала статус окремого села, до якого також включені Гай і Псіймлинок (доти мали статус трьох присілків у громаді Кречовичі).
У 1975—1998 роках село належало до Перемишльського воєводства.

## Демографія
Демографічна структура станом на 31 березня 2011 року:
|          | Загалом | Допрацездатний вік | Працездатний вік | Постпрацездатний вік |
| -------- | ------- | ------------------ | ---------------- | -------------------- |
| Чоловіки | 96      | 16                 | 67               | 13                   |
| Жінки    | 100     | 20                 | 50               | 30                   |
| Разом    | 196     | 36                 | 117              | 43                   |